# Karla Rothstein
Karla Maria S. Rothstein (nacida en 1966) es una arquitecta estadounidense y profesora asociada adjunta en la Escuela de Posgrado, Arquitectura y Planificación de Columbia, donde también es fundadora y directora del DeathLAB transdisciplinario de Columbia University. Rothstein es también cofundadora de Latent Productions, una firma de arquitectura, investigación y desarrollo en la ciudad de Nueva York que cofundó en 1999 con Salvatore Perry. Un enfoque significativo de su práctica de arquitectura, investigación y enseñanza ha sido redefinir los espacios urbanos de la muerte y la memoria.

## Edad temprana
Karla Rothstein recibió una Licenciatura en Arquitectura de la Universidad de Maryland, School of Architecture en 1988 y una Maestría en Arquitectura de la Graduate School of Architecture, Planning and Preservation (GSAPP) de la Universidad de Columbia en 1992. Mientras estuvo en GSAPP, Karla participó en programas de intercambio en Rusia y Suiza, recibiendo Certificados de Intercambio Académico del Instituto de Arquitectura de Moscú en 1989 y la Eidgenössische Technische Hochschule (ETH) en 1991. Antes de cofundar su propia práctica de arquitectura, Rothstein trabajó como arquitecta coordinadora internacional para William McDonough y Ralph Appelbaum & Associates.

## Trabajos
El primer trabajo construido de Rothstein fue "Ballston Lake House" en Saratoga, Nueva York, desarrollado con Joel Towers, que está anclado por 150,000 libras de concreto prefabricado. Fue la única casa de EE. UU. Incluida en el libro "En DETALLE: casas unifamiliares" (Birkhäuser, 2000), además de contar entre la notable antología de American Masterworks del historiador de arquitectura Kenneth Frampton (Rizzoli, 2008).
En 2014, el diseño de Karla Rothstein de un espacio comercial que presentaba bloques de hormigón fabricados a la medida en sacos de harina fue reconocido por Built by Women New York City y el American Institute of Architects de Nueva York. En 2015, el proyecto Constellation Park de Latent ocupó el tercer lugar en una competencia internacional sobre nuevas formas de conmemorar a los muertos. Christie's vendió un modelo del proyecto en una subasta de caridad y actualmente se exhibe en el Museo de Sir John Soane en Londres. Constellation Park apareció en el número de Reasons to Love New York 2016 de la Revista de Nueva York. Su trabajo más notable fue Verboten, un club nocturno de 10,000 pies cuadrados en Brooklyn, Nueva York. Los proyectos actuales incluyen el diseño y desarrollo de 25 unidades de viviendas asequibles en Brownsville, Brooklyn, otorgadas a través del Departamento de Preservación y Desarrollo de Vivienda de la Ciudad de Nueva York, la conversión de un antiguo molino de 240,000 pies cuadrados en Berkshires, el diseño de ambientalmente avanzado infraestructura cívica para reemplazar los cementerios urbanos, una guardería infantil con conciencia ambiental en la ciudad de Nueva York, y un prototipo de una edificación resistente de pequeña escala en una zona inundable de Rockaways, entre otros.
Con el apoyo de Jacob Javits Fellow en Bellas Artes de 1988-1992, William Kelne Traveling Fellow en 1992 y receptor de NYFA en 2000, el trabajo profesional y académico de Rothstein ha sido presentado y / o exhibido en Storefront for Art and Architecture, Rensselaer Polytechnic Institute, Barnard College, Columbia University, Van Alen Institute, Max Protetch Gallery, the Center for Architecture, Gizmodo, Architecture Magazine, Casabella, The New York Times,  Financial Times, and WIRED, Japón.

## Premios y honores
2001
- Progressive Architecture Award Citation para 20 + 22 Renwick, una propuesta para un edificio de 11 pisos desafiando la interpretación de zonificación de NYC

2006
- Nueva York / New Foundations Affordable Housing, Departamento de Preservación y Desarrollo de la Vivienda de la Ciudad de Nueva York

2013
- Premio Presidencial para honrar a Great Teaching, Finalista, Universidad de Columbia
- DesignBoom Design for Death Architecture Competition, Short-listed design for Constellation Park

2014:
- AIANY Premio de Honor, Interiores, por Runner & Stone, un bar-restaurante en Gowanus, Nueva York
- Architizer's A + Awards, Architecture + Materials, finalista en Concrete Belly Blocks
- Monumental Masonry Competition, diseño funerario internacional, tercer lugar para Constellation Park

2015
- BxW, Construido por Women NYC, premio que reconoce a 100 mujeres que contribuyen a estructuras sobresalientes y ambientes construidos en la ciudad de Nueva York

2016
- La propuesta de diseño de DeathLAB + LATENT Productions "Sylvan Constellation" obtuvo el primer lugar en el certamen de diseño Future Cemetery 2016. La propuesta redefine el futuro del Cementerio Arnos Vale en Bristol, Reino Unido, con 150 naves funerarias anaeróbicas que se elevan desde el suelo hacia un bosque pabellón.[12][13]

## Publicaciones
2003:
- "Process is the pollywog", Facultad de Arquitectura, Planificación y Conservación de la Universidad de Columbia ISBN 1-883584-28-0

- "Reconfiguring Espacios urbanos de Eliminación, Santuario y Remembrance" incluido como capítulo en ABC-CLIO Praeger es "Nuestro Viaje de Cambiar hasta el final: Reshaping Muerte, Muriendo, y Dolor en América". ISBN 978-1-4408-2845-4
- "Carbon Black" en "V es para Vermillion como lo describe Vitruvius, An A to Z of Ink in Architecture". ISBN 978-1-883584-90-0

2014:
- "Civic-Sanctuary" en "Zawia".

2016:
- "DEATHLAB Diseñando el Civic-Sacred" en "PASAJES Architectura"[14]